# Fritz Manteuffel
Fritz Manteuffel (ur. 11 stycznia 1875 w Berlinie, zm. 21 kwietnia 1941 tamże) – niemiecki gimnastyk, dwukrotny olimpijczyk.

## Kariera sportowa
Wystąpił na Letnich Igrzyskach Olimpijskich w 1896 roku. Zdobył dwa złote medale: w kategorii ćwiczenie na drążku drużynowo oraz w ćwiczeniach na poręczach drużynowo. Ponownie na igrzyskach startował cztery lata później.